# Никола Сакаров
Никола Илиев Сакаров е български икономист и общественик.

## Биография
Роден е на 4 ноември 1881 г. в София. Завършва търговска гимназия в Свищов (1900 г.), следва философия в Германия и завършва с докторат Философския факултет на Берлинския университет по специалността политическа икономия, финанси и статистика (1904 г.) Няколко пъти народен представител като член на Работническа партия. Член на БРСДП (т. с.) от 1904 г.като един от водачите на прогресисткото и течение е изключен през 1908 и преминава към БРСДП (ш. с.) Работи в Министерството на финансите (до 1911 г.). Избиран за общински съветник в София (1911 – 1925 г.) и многократно за народен представител в XVI-XIX народни събрания (1913 – 1920 г.). Участва в делегация по време на Владайско въстание. Съветник в състава българската делегация преди подписването на Ньойския договор. Осъжда и се разграничава от Септемврийския бунт (1923 г.). Редактор на в-к „Звезда“ (1923 – 1924 г.).
Оттегля се от активна политическа дейност (1925 г.) и става главен секретар на Профсъюза на железничарите (1926 – 1934 г.). Подуправител на Българска земеделска банка (1926 – 1933 г.) по време на управлението на Народния блок е назначен за Управител на Българска земеделска банка. Сред основателите на Българското научното-социологическо дружество (1932 г.).
След 19 май е част от легалната опозиция срещу правителствената политика. Народен представител в XXI (1923 г.), XXIV (1938 – 1939 г.) Избран за депутат и в XXV (1940 – 1944 г.) Народно събрание. Като депутат до него са отправени писма през октомври 1940 г. срещу правителствените законопроекти. По това време той пътува до Москва и се среща с комунистическите лидери Георги Димитров и Васил Коларов по поръчение на цар Борис III, който, в условията на съветско-германския съюз след Пакта Рибентроп-Молотов, се опитва да поддържа контакти с комунистите.
Но на 10. VII. 1941 г. е касиран заедно с цялата група от 9 членове на Работническата партия. Председателят на парламента мотивира решението за касиране с това, че са „развивали партийно-политическа дейност във и извън Народното събрание“, докато партиите след 19 май 1934 са официално разтурени. Последните си години прекарва във вилата си Бояна. Починал през 20 януари 1943 г.
Според дневника на Васил Митаков, министър на правосъдието (X.1939 – IV.1942), Никола Сакаров се отличавал винаги голяма обективност, винаги се е стремял да убеди с аргументи и добро познаване на въпросите и затова не е имал лични противници и се е ползвал с доверие сред различните политически среди. Един от най-успешните и бързи оратори, когото стенографките едва успяват да запишат.
Членува в Съюзът на Българските учени, писатели и художници (1917 – 1918). Личната му библиотека се намира във фондовете на БАН.